# Iperfattoriale
In matematica, si definisce iperfattoriale di un numero naturale {\displaystyle n}, indicato con {\displaystyle H(n)}, il prodotto dei numeri interi positivi minori o uguali a tale numero, ciascuno elevato ad una potenza uguale ad esso stesso. In formula:
{\displaystyle H(n):=\prod _{k=1}^{n}k^{k}=1^{1}\cdot 2^{2}\cdot 3^{3}\cdots (n-1)^{(n-1)}\cdot n^{n}}
Per convenzione, si definisce inoltre {\displaystyle H(0):=1}.
Per n = 1, 2, 3, 4, ... i valori H(n) sono 1, 4, 108, 27648,...
Questi numeri rappresentano la successione A002109 dell'OEIS.
La generalizzazione dell'iperfattoriale per i numeri complessi è rappresentata dalla funzione K.